# Dar El Barka
Dar El Barka este o comună din departamentul Boghé, Regiunea Brakna, Mauritania, cu o populație de 12.353 locuitori.